# Bálint Karosi
Bálint Karosi (* 1979 in Budapest) ist ein ungarischer Organist und Klarinettist.

## Studium
Karosi, dessen jüngere Schwester die Sängerin Júlia Karosi ist, lernte schon im Alter von sechs Jahren Klavier und Klarinette zu spielen. Mit siebzehn Jahren begann er Orgel zu spielen. Er studierte an der Franz-Liszt-Musikakademie mit Gábor Lehotka als Lehrer zwischen 1997 und 1999, dann am Konservatorium in Genf im Kurs „classe de virtuosité“ unter Lionel Rogg zwischen 1999 und 2001. Dort gewann er den Prix de virtuosité avec distinction sowohl für Orgel als auch für Klarinette.

## Preise, Auszeichnungen
Während er in der Schweiz studierte, erhielt er ein volles Stipendium von der Schweizer Föderation. Er gewann zahlreiche internationale Wettbewerbe als Orgelspieler und Klarinettist. 2001 gewann er den Grand prix d’improvisation „Rochette“ des Konservatoriums Genf, sowie den zweiten Preis im Carl-Maria-von-Weber-Musikwettbewerb in Essen. Den dritten Preis gewann er in Korschenbroich an einem Orgelwettbewerb. Ebenso gewann er einen dritten Preis beim öffentlichen Wettbewerb „Dom zu Speyer“ 2000 und einen speziellen Preis beim Nationalen Treffen Junger Organisten.
Am 19. Juli 2008 gewann er den 16. Internationalen Johann-Sebastian-Bach-Wettbewerb in Leipzig für Orgel.

## Auftritte
Bálint Karosi trat international in Ungarn, Schweiz, Irland, Polen, Deutschland, Frankreich und in den Vereinigten Staaten auf. Er spielte auch für Radio und Fernsehen, außerdem hat er zahlreiche CDs veröffentlicht. Er war von 2007 bis 2015 leitender Kirchenmusiker an der First Lutheran Church in Boston (Massachusetts). Seit 2015 ist er Kantor an der Saint Peter’s Church in New York City und künstlerischer Leiter des von ihm 2015 gegründeten Saint Peter’s Bach Collegium, mit dem er Passionen und Kantaten Bachs aufführt.
Im Jahr 2020 begann Karosi mit einer Reihe von vierzehn Orgelkonzerten, die das ganze Orgelwerk Bachs umfassen sollen. Das Programminhalt der Konzerte wurde vom Musikwissenschafter Christoph Wolff zusammengestellt. Jedes Konzert findet dabei an einer anderen Örtlichkeit in den Vereinigten Staaten und Europa statt. Die Aufnahmen werden in Karosis YouTube-Kanal veröffentlicht.